# Pure (film 2004)
Pure – kanadyjski dramat z 2004 roku w reżyserii Jima Donovana.
Film był kręcony w Montrealu.

## Fabuła
Film opowiada historie o miłości i przyjaźni między grupą miejskich młodych ludzi, którzy zdecydowanie szukają punktów odniesienia i tożsamości. Młoda podróżniczka Misha postanawia wrócić do miasta, aby kontynuować naukę. Jednak z powodu ogromnej pomyłki o mały włos nie dotrzymuje terminu rejestracji na Uniwersytecie Concordia. Ona i kilku przyjaciół gubi się w gorących nocach w klubach w Montrealu. Ale Josh, jej chłopak, prawie nie docenia tego co prowadzi do nieoczekiwanych perypetii..

## Obsada
- Laura Jordan - Misha
- Gianpaolo Venuta - Josh
- Tim Rozon - Sam
- Karen Simpson - Angie
- Robert Crooks – Ricky
- Abeille Gélinas - Sabrina
- Randy Thomas - Mark Rozon
- Rachelle Lefèvre - Julie
- Giancarlo Caltabiano - Jamie
- Romano Orzari - ojciec Jacka